# Rugby a 15 agli VIII Giochi del Mediterraneo
Dalla prima partecipazione del rugby ai Giochi del Mediterraneo trascorsero 24 anni, dal quel 1955 dovettero passare sette edizioni dei Giochi prima di rivedere la disciplina del rugby a 15 alla sua seconda partecipazione nell'evento.
Al torneo di rugby presero parte sei squadre nazionali: la Jugoslavia, nazione ospitante, Italia, Marocco, Spagna, Tunisia e la Francia, che, come nell'edizione 1995, decise di partecipare schierando una formazione "XV", ufficiosa, senza concedere il cap internazionale ai giocatori che ne avrebbero fatto parte.
La prima fase della competizione fu articolata in due gironi all'italiana da tre squadre ciascuno con partite di sola andata; i gironi erano così composti: Italia, Marocco e Spagna nel girone A, Francia, Jugoslavia e Tunisia nel girone B. Gli incontri dei gironi furono disputati simultaneamente su tre giornate, dal 16 al 20 settembre nelle città di Spalato e Macarsca.
Al termine della prima fase, ogni squadra avrebbe affrontato la pari classificata del gruppo opposto al fine di delineare la classifica finale del torneo. Le tre finali, finale per l'oro, finale per il bronzo e finale per il quinto posto, vennero disputate a Spalato lo stesso giorno in ordine d'importanza: la finale per il quinto posto fra Tunisia e Spagna terminò 0-62 per gli iberici, il bronzo andò al Marocco che superò la Jugoslavia 22 a 7, mentre l'oro fu conquistato dalla Francia che batté l'Italia per 38-12. Agli Azzurri, sconfitti in finale, venne comunque assegnata la medaglia d'argento.

## Fase a gironi

### Girone A
|                   | Incontri         | Risultato | Sede     |
| ----------------- | ---------------- | --------- | -------- |
| 16 settembre 1979 | Spagna — Marocco | 8-16      | Spalato  |
| 18 settembre 1979 | Spagna — Italia  | 9-16      | Macarsca |
| 20 settembre 1979 | Marocco — Italia | 7-10      | Macarsca |

|  | Classifica | G | V | N | P | PF | PS | P±  | PT |
|  | ---------- | - | - | - | - | -- | -- | --- | -- |
|  | Italia     | 2 | 2 | 0 | 0 | 26 | 16 | 10  | 4  |
|  | Marocco    | 2 | 1 | 0 | 1 | 23 | 18 | 5   | 2  |
|  | Spagna     | 2 | 0 | 0 | 2 | 17 | 32 | -15 | 0  |

### Girone B
|                   | Incontri                | Risultato | Sede     |
| ----------------- | ----------------------- | --------- | -------- |
| 16 settembre 1979 | Jugoslavia — Tunisia    | 23-0      | Macarsca |
| 18 settembre 1979 | Tunisia — Francia XV    | 3-104     | Spalato  |
| 20 settembre 1979 | Jugoslavia — Francia XV | 6-86      | Spalato  |

|  | Classifica | G | V | N | P | PF  | PS  | P±   | PT |
|  | ---------- | - | - | - | - | --- | --- | ---- | -- |
|  | Francia    | 2 | 2 | 0 | 0 | 190 | 9   | 181  | 4  |
|  | Jugoslavia | 2 | 1 | 0 | 1 | 29  | 86  | -57  | 2  |
|  | Tunisia    | 2 | 0 | 0 | 2 | 3   | 127 | -124 | 0  |

## Finali

### Finale 5º posto
| Spalato 22 settembre 1979 | Tunisia | 0 – 62 | Spagna |  |

### Finale 3º posto
| Spalato 22 settembre 1979 | Marocco | 22 – 7 | Jugoslavia |  |

### Finale
| Arbitro: | Roger Quittenton |

|                                |      |                                            |
|                                | mt   | Malquier (2) Blanco Bilbao Mesny Codorniou |
|                                | tr   | Laporte (4)                                |
| Bettarello 3’ Trentin 55’, 63’ | c.p. |                                            |
| Bettarello 19’                 | drop |                                            |

## Classifica finale
| Pos.    | Squadra    |
| ------- | ---------- |
| Oro     | Francia    |
| Argento | Italia     |
| Bronzo  | Marocco    |
| 4       | Jugoslavia |
| 5       | Spagna     |
| 6       | Tunisia    |